# Stàrogordéievka
Stàrogordéievka (en rus: Старогордеевка) és un poble del krai de Primórie, a l'Extrem Orient de Rússia, que en el cens del 2010 tenia 161 habitants.